# Hulda (mytologie)

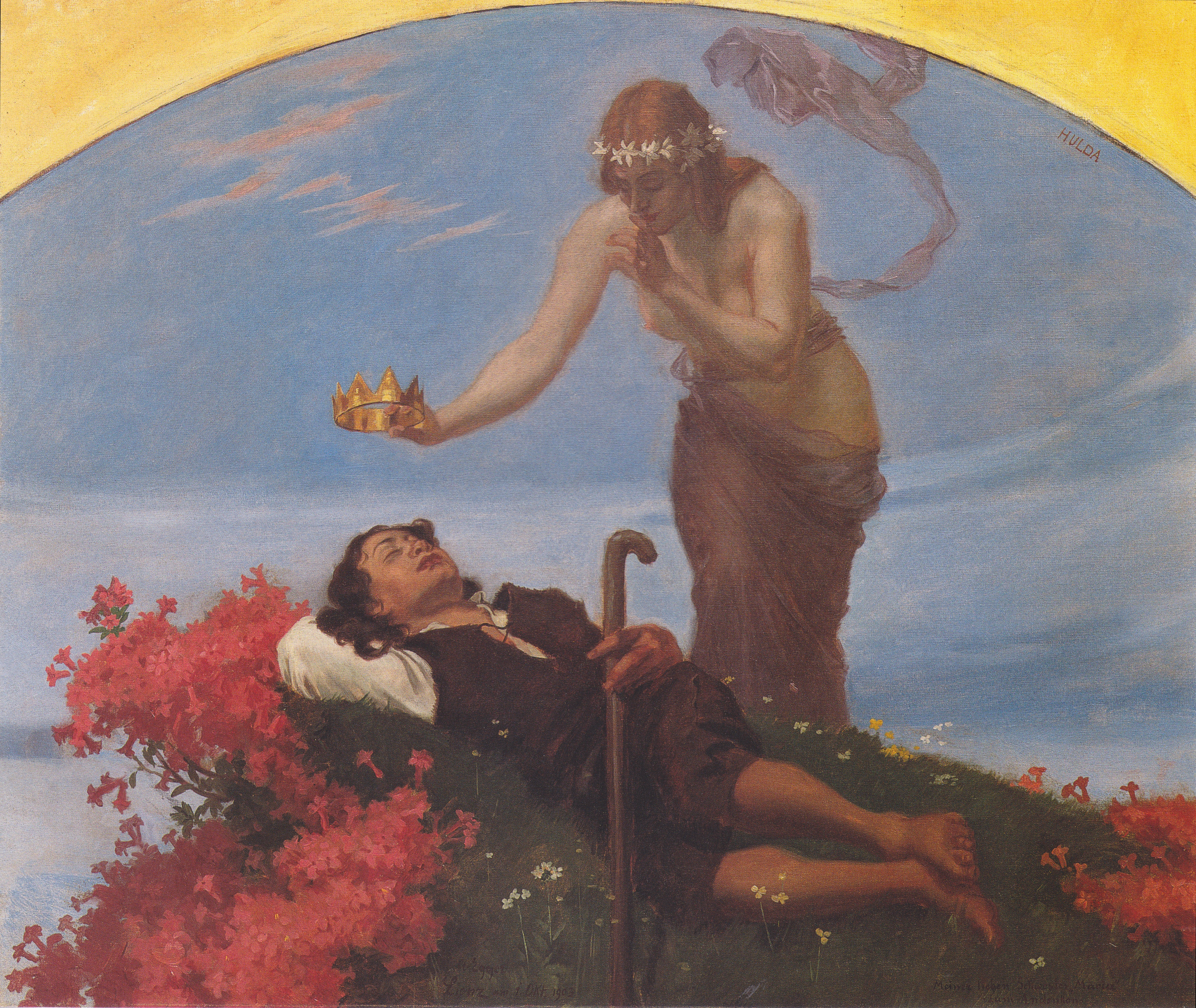
Albin Egger-Lienz, Hulda, 1903

Hulda či Huld je v severské mytologii obryně. Podle Ságy o Sturlunzích Sturla Þorðason vyprávěl ságu o Huldě norskému králi Magnusovi IV., ta se obzvláště líbila královně. Existence takového díla však není doložená, Huldar saga je novodobým falzem z 18. století. Francouzský skladatel César Franck složil o této postavě v letech 1879–85 stejnojmennou operu. Nejasný vztah Huldy a Huld k německé postavě zvané Holda, norským huldrer, tedy vílám, a k islandským huldufólk, tedy elfům, ale všechna tato jména mohou znamenat „skrytý, skrytá“.
V Sáze o Ynglinzích je zmiňována další žena se stejným jménem, vǫlva „vědma“ Huld, která svými kouzly umořila švédského krále Vanladeho.